# Луг (Золочевский район)
Луг (укр. Луг) — село в Золочевской городской общине Золочевского района Львовской области Украины.
Население по переписи 2001 года составляло 99 человек. Занимает площадь 0,368 км². Почтовый индекс — 80716. Телефонный код — 3265.